# Kłodzko (gromada)
Kłodzko – dawna gromada, czyli najmniejsza jednostka podziału terytorialnego Polskiej Rzeczypospolitej Ludowej w latach 1954–1972.
Gromady, z gromadzkimi radami narodowymi (GRN) jako organami władzy najniższego stopnia na wsi, funkcjonowały od reformy reorganizującej administrację wiejską przeprowadzonej jesienią 1954 do momentu ich zniesienia z dniem 1 stycznia 1973, tym samym wypierając organizację gminną w latach 1954–1972.
Gromadę Kłodzko z siedzibą GRN mieście Kłodzku (nie wchodzącym w skład gromady), w dzielnicy Kłodzko-Ustronie, utworzono 31 grudnia 1961 w powiecie kłodzkim w woj. wrocławskim z obszarów zniesionych gromad Bierkowice, Ławica i Wojciechowice w tymże powiecie. Dla gromady ustalono 27 członków gromadzkiej rady narodowej.
Gromada przetrwała do końca 1972 roku, czyli do kolejnej reformy gminnej. 1 stycznia 1973 w powiecie kłodzkim reaktywowano zniesioną w 1954 roku gminę Kłodzko.